# 괴물 (2014년 드라마)
《괴물》은 2014년 3월 30일에 방영한 《KBS 드라마 스페셜 2014》 시리즌 중 여덟 번째 작품이다.

## 줄거리
명문대 학생 태석이 서울 도심 한복판에서 실랑이 끝에 민아를 죽이고 만다. 이에 총선에 출마할 예정인 태석의 아버지 창훈은 껄끄러운 일을 항상 맡겼던 변호사 현수에게 사건의 해결을 의뢰한다. 현수는 사건 현장을 살펴본 후 자신이 시키는 대로만 하면 무죄로 풀려날 수 있다고 장담하며 태석에게 자수할 것을 권유한다.
현수는 폐소공포증을 앓고 있는 태석의 심신상실을 주장하며 여론을 선동하지만, 현수의 움직임을 주목하고 있던 진욱은 신문 중 태석을 반드시 잡아넣겠다고 선언한다.

## 등장 인물

### 주요 인물
- 연준석 : 태석 역 (아역 황준우)

20대 여성 살인사건의 피의자. 국회의원 후보의 아들이자 명문대 모범생이지만, 폭행사건으로 기소될 때마다 돈으로 무마한다. 어렸을 때의 사고 트라우마로 폐소공포증을 앓고 있으며, 사건 당시 일시적 심신상실 상태로 아무런 기억이 없다고 주장한다.
- 강성민 : 현수 역

20대 여성 살인사건의 담당 변호사. 굵직한 사건만 전담하는 민완 변호사로, 차갑고 냉철한 성격으로 패소한 적이 거의 없을 만큼 유능하다. 20대 여성 살인사건의 피의자인 태석의 사건을 해결해 달라는 의뢰를 창훈에게서 받았다. 진욱과는 사법연수원 동기로 묘한 긴장관계에 있다.
- 박병은 : 진욱 역

20대 여성 살인사건의 담당 검사. 특별히 정의감이 넘치진 않지만 반골 기질이 있어 태석을 신문하는데 집착한다. 매번 교묘하게 법망을 빠져나가는 현수를 주목하고 있다.

### 주변 인물
- 김종수 : 창훈 역

태석의 아버지. 막강한 힘을 지닌 재계 유력인사이며, 이제 정계 진출을 목전에 두고 있는데 아들에게 곤란이 일이 일어나자, 매번 껄끄러운 일들을 부탁했던 현수에게 태석의 사건을 맡긴다.
- 김희진 : 민아 역

살해당한 20대 여성 피해자. 꽃뱀으로 활동했던 과거의 행적이 드러나면서 비난받고 있다.

### 그 외 인물
- 윤경호 : 부검의 역
- 김용호 : 민아의 사기꾼 파트너 역
- 육동일 : 사건 담당 형사 역
- 이상구 : 검사부장 역
- 신문성 : 의사 역
- 양승걸
- 김하영

## 시청률
- 전국 시청률 : 4.1%[1]